# Кульчиньский, Владислав
Владислав Кульчиньский (пол. Władysław Kulczyński, 27 марта 1854, Краков — 9 декабря 1919, Краков) — польский зоолог, арахнолог, альпинист и преподаватель.
Владислав Кульчиньский родился 27 марта 1854 года в Кракове в семьи среднего достатка. Начал свое образование в 1865 году в школе Святой Анны, которую закончил 1873 году. Учился в Ягеллонском университете в 1873—1877 годах. После окончания университета много лет работал учителем средней школы: в 1877—1888 годах в школе Святой Анны, а в 1888—1912 годах в гимназии Святого Яцека. Был лектором в Ягеллонском университете, где в 1909 году защитил докторскую диссертацию. Там же в 1906 году ему было присвоено звание почетного доктора, а незадолго до смерти получил звание титулярного профессора.
Первую научную работу Кульчиньский опубликовал в Анналах Краковского научного общества в 1871 году, будучи в 7-м классе средней школы. В этой работе он перечисляет 185 видов пауков из окрестностей Кракова. После окончания университета в 1877 начал сотрудничество с Физиографической комиссией Академии художеств и наук, был ее секретарем с 1880, а с 1895 председателем зоологической секции и хранителем. В течение многих лет он редактировал «Отчеты физиографической комиссии Академии художеств и наук». С 1884 член Зоологического и ботанического общества в Вене, с 1894 член-корреспондент Академии художеств и наук (1912 действительный член, 1914 секретарь Отделения математики и естествознания), с 1907 почетный член Польского общества естествоиспытателей имени Коперника.
С 1891 читал лекции по зоологии и прикладной энтомологии в Сельскохозяйственном техникуме Ягеллонского университета; он также читал лекции для естествоиспытателей на философском факультете. В своей научной работе он имел дело главным образом с паукообразными и ввел в науку новые критерии определения паукообразных. Он описал не менее 54 новых видов пауков, и несколько видов были названы в его честь, в том числе: Saloca kulczynskiy, Clubiona kulczynskiy, Haplodrassus kulczynskiy, Lessertinella kulczynskiy.